# High Society (Kottonmouth Kings)
High Society è il secondo album in studio del gruppo musicale statunitense Kottonmouth Kings, pubblicato il 27 giugno 2000 dalle Suburban Noize Records e Capitol Records.

## Tracce
Testi e musiche di Brad Xavier, Dustin Miller, Timothy McNutt, eccetto dove indicato.
1. Kona Gold Greeting – 0:16
2. Here We Go Again (Bump 2000) (feat. Dog Boy) – 4:21 (Brad Xavier, Dustin Miller, Timothy McNutt, Robert Rogers)
3. First Class – 3:28
4. Day Dreamin' Fazes – 3:59
5. The Joint – 4:36
6. Good as Gold – 3:55
7. Face Facts (feat. Dog Boy) – 5:08 (Brad Xavier, Dustin Miller, Timothy McNutt, Robert Rogers, Steven Thronson)
8. Peace Not Greed (feat. Jack Grisham e Corporate Avenger) – 4:56 (Brad Xavier, Dustin Miller, Timothy McNutt, Francis "Spike" Xavier, T.S.O.L.)
9. The Lottery – 4:35
10. Round & Round – 3:26
11. King's Blend – 4:02 (Brad Xavier, Dustin Miller, Timothy McNutt, Eric "E-Man" Roger)
12. Anarchy Through Capitalism (feat. Corporate Avenger) – 0:37
13. We the People (feat. Sen Dog, Dog Boy e Corporate Avenger) – 5:47
14. Elevated Sounds – 4:23
15. Un Xplanetory – 5:11
16. Wickit Klowns (feat. Insane Clown Posse e Dog Boy) – 4:33 (Brad Xavier, Dustin Miller, Timothy McNutt, Robert Rogers)
17. Coffee Shop – 4:45
18. Size Of An Ant (feat. Grand Vanacular e Sky Blue) – 3:45 (Brad Xavier, Dustin Miller, Timothy McNutt, Robert Adams, Jason Redburn, Bill Wadsworth)
19. Crucial (feat. Dog Boy) – 4:35 (Brad Xavier, Dustin Miller, Timothy McNutt, Robert Rogers)
20. B-Dubb's Blend – 1:30

## Classifiche
| Classifica (2000) | Posizione massima |
| ----------------- | ----------------- |
| Stati Uniti       | 65                |